# Eugnosta umbraculata
Eugnosta umbraculata es una especie de polilla de la tribu Cochylini, familia Tortricidae.
Fue descrita científicamente por Meyrick en 1918.

## Distribución
Se encuentra en Sudáfrica.